# Východní fronta (první světová válka)
Východní fronta první světové války byla válečná fronta, která od srpna 1914 do března 1918 probíhala ve východní a střední Evropě. V rozlehlých oblastech mezi Baltským a Černým mořem se na ní střetly armády Německého císařství, Rakouska-Uherska, Osmanské říše a Bulharského carství s vojsky Ruského impéria (později RSFSR) a Rumunského království. Geografickým protějškem východní fronty byla západní fronta. Boje na východní frontě probíhající s výjimkou Karpat povětšinou na rovinatém polském a ruském území omezovala řídká železniční a silniční síť, jež nemohly být využívány k rychlejšímu přesouvání sil. Díky obrovské délce frontové linie a menší hustotě nasazených jednotek však nezůstávala v porovnání s boji na západě tak statická.
Při zahájení konfliktu se proti sobě na východní frontě postavily armády Ruského impéria a Ústředních mocností. Ruskému náporu mělo do přesunu německých posil vzdorovat především Rakousko-Uhersko. Ruská armáda však na počátku války překvapivě rychle zmobilizovala a podnikla útok na německé Východní Prusko a rakouskou Halič. Německé armádě se podařilo ruský postup odrazit v bitvách u Tannenbergu a u Mazurských jezer. V jižní části fronty však přes počáteční úspěchy prohráli Rakušané v bitvě o Halič, načež ruská armáda postoupila do [Karpat a na východní Slovensko a ohrožovala i Slezsko a české země.  Těžké rakouské porážky během bojů v Karpatech, kapitulace Přemyšlu a hrozící kolaps monarchie vedly německé velení k přesunutí výrazných posil s jejichž pomocí se v červnu roku 1915 podařilo Ústředním mocnostem porazit Rusy v bitvě u Gorlice. Následoval průlom a velký ruský ústup. Východní fronta se poté ustálila na hranici měst Riga, Daugavpils, Baranavičy a Tarnopol.
Rusové se o průlom východní fronty pokusili v létě roku 1916 během Brusilovovy ofenzívy, kdy Rusko znovu dobylo Bukovinu a část Haliče. Povzbuzeno ruským postupem tehdy do války na straně Dohody vstoupilo Rumunsko, jehož armáda pronikla v Karpatech na rakousko-uherské území. Po vyčerpání Brusilovovy ofenzívy však následoval protiútok Ústředních mocností, během něhož došlo k porážce rumunské armády a obsazení většiny rumunského území. Po Únorové revoluci a svržení cara pokračovala v boji s Ústředními mocnostmi i ruská prozatímní vláda. Naposledy se Rusové pokusili o průlom během Kerenského ofenzívy v červenci roku 1917. Vyčerpaná a demoralizovaná ruská armáda však byla odražena a během protiútoku obsadila německá vojska Rigu. Když 7. listopadu vypukla v Petrohradu Říjnová revoluce a vlády se chopili bolševici, došlo k postupnému rozkladu východní fronty. Příměří v Brestu Litevském bylo s Bolševiky uzavřeno 15. prosince 1917. Kvůli protahujícím se jednáním o podobě mírové smlouvy pak Ústřední mocnosti v únoru 1918 zahájily nový útok během Operace Faustschlag. 3. března 1918 podepsalo Rusko s Ústředními mocnostmi Brestlitevský mír a 7. května podepsalo mír s Německem a jeho spojenci i poražené Rumunsko, čímž východní fronta první světové války zanikla. V Rusku však současně začaly sílit boje občanské války.

## Průběh bojů

### 1914 – přelom 1915/1916
Válka na východní frontě zpočátku probíhala především na historickém území Haliče (část dnešního Polska a Ukrajiny), v Kongresovém Polsku (ruský zábor Polska), ve Východním Prusku (dnes Polsko a ruská enkláva Kaliningradská oblast) a přilehlých oblastech Ruska (dnes Litva) a rovněž na území Bukoviny (dnes součást Rumunska a Ukrajiny). Ruská imperiální armáda na počátku války překvapivě poměrně rychle zmobilizovala. 16. srpna překročily hranice Východního Pruska dvě ruské armády, 1. armáda (generál Paul von Rennenkampf) a 2. armáda (generál Alexandr Vasiljevič Samsonov). Na konci měsíce však německá armáda porazila 2. armádu v bitvě u Tannenbergu, ležícím ve Východním Prusku (dnes vesnice Stebark na území Polska). 1. armáda byla nucena ustoupit za hranice po bitvě u Mazurských jezer začátkem září.

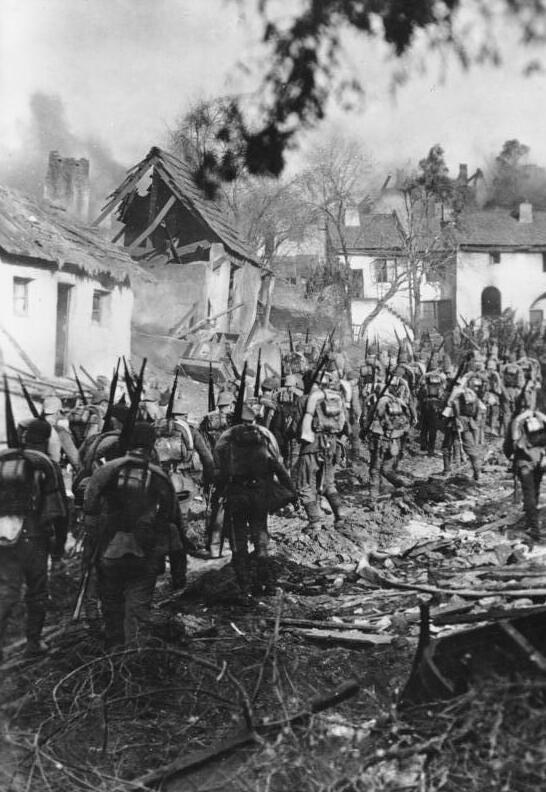
Německá pěchota ve Východním Prusku

V jižní části východní fronty udeřila rakousko-uherská a německá armáda na ruskou Kongresovku. V srpnu 1914 došlo k bitvám u Krašniku a u Komarówa, ve kterých byli Rusové poraženi rakousko-uherskou armádou. Situace se obrátila v bitvě o Halič, ruská armáda postoupila do Karpat, na hranice se Slovenskem a do západní Haliče (historické Malopolsko), v ohrožení se nalezly Slovensko a Slezsko a hrozil vpád do Maďarska a Čech. Rusové v té době získali také značnou část Bukoviny, až k západnímu pohraničí v okolí obce Kirlibaba (Cârlibaba). Odtud byli od začátku roku 1915 postupně vytlačováni zpět na východ.[zdroj?]
Nejtěžší boje probíhaly v Kongresovém Polsku. Hned na počátku války se německé jednotky dopustily válečných zločinů v nebráněném hraničním 65 tisícovém městě Kališ (Kalisz), které z velké části bezdůvodně srovnaly se zemí, vyrabovaly a povraždily mnoho jeho obyvatel. Německé jednotky pronikly na počátku války jižní částí tohoto území až k řece Visle u Ivanogrodu (dnes Deblin) a odtud se pokusily dobýt Varšavu. Ruské oddíly provedly protiútok a zatlačily německou armádu zpět, téměř na výchozí pozice. Následovala druhá německá ofenzíva namířená proti ruským vojskům v okolí města Lodž. Po německém vítězství a dobytí Lodži se fronta stabilizovala na řece Bzuře, kde až do konce roku 1915 probíhaly těžké zákopové boje. V bitvě u Bolimov byl na východní frontě poprvé použit bojový plyn. V severní Kongresovce probíhaly těžké boje až do konce roku 1915 v okolí města Přasnyš a Augustov.

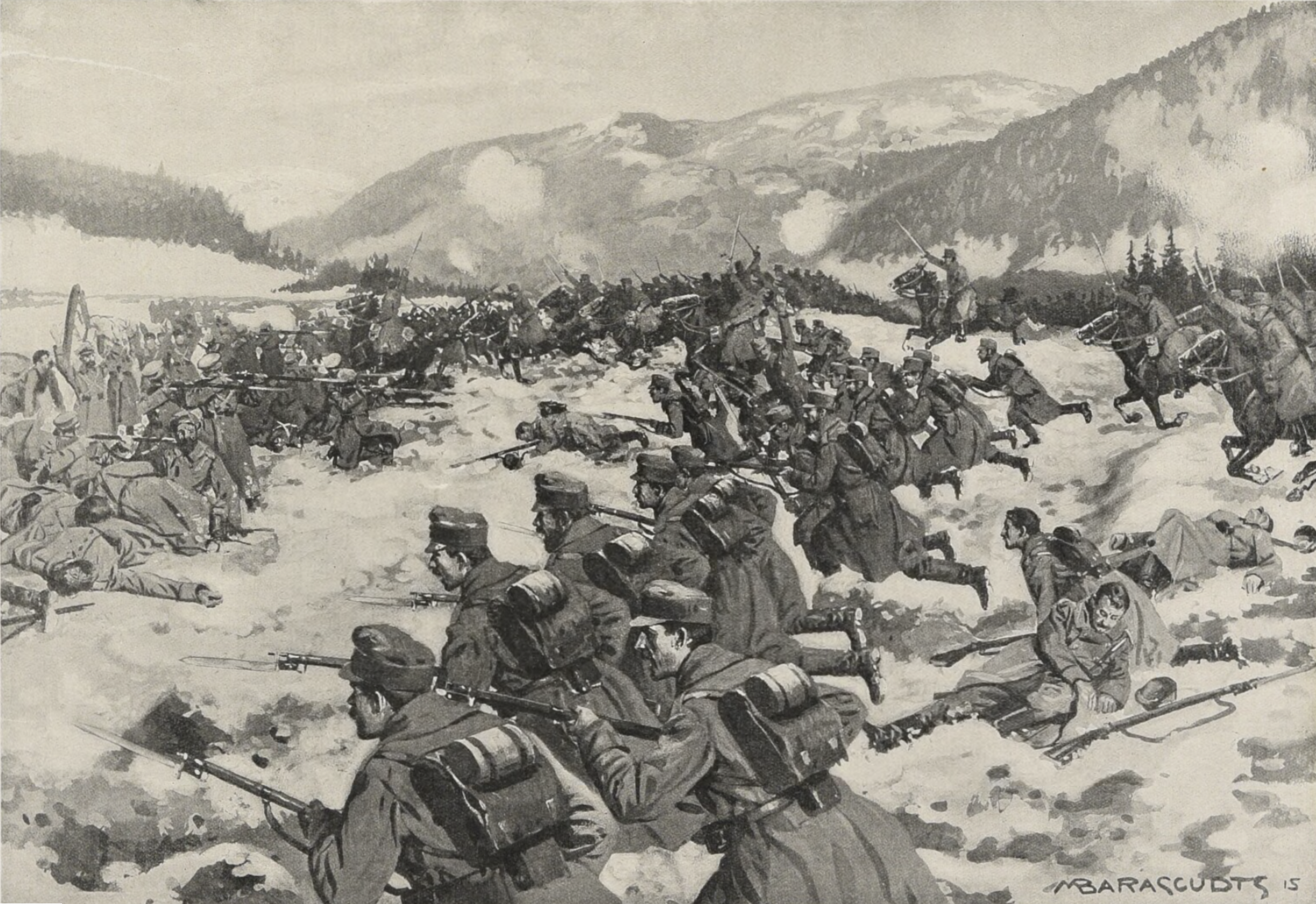
Boje v Karpatech nedaleko města Medzilaborce

Na jihu východní fronty Rusové nicméně od listopadu 1914 úspěšně obléhali pevnost Přemyšl, kterou nakonec v březnu roku 1915 získali. Rakušané ve snaze proniknout k obležené pevnosti uskutečnili počátkem roku tři neúspěšné ofenzívy během bitvy v Karpatech. Zvrat v Haliči teprve po nové německo-rakousko-uherské ofenzívě a bitvě u Gorlic v červnu roku 1915, kde došlo k protržení fronty. Tehdy Rusové opustili i Przemyśl.

### Přelom 1915/1916 – 1917
Koncem roku 1915 se situace v Polsku stala pro Rusy neudržitelná. Fronta se nebezpečně vypínala na západ a hrozilo, že Němci v Polsku odříznou značnou část ruské armády. Ruský generální štáb rozhodl, že Polsko vyklidí. Bohužel rychle postupující Němci zatlačili ruskou armádu dál, než to bylo původně zamýšleno. Fronta se na konci 1915 a na počátku 1916 stabilizovala v lépe udržitelných pozicích a zákopy se táhly od hranic s Rumunskem přes střední Ukrajinu, střední Bělorusko a střední Lotyšsko k Baltskému moři. V této podobě se fronta udržela až do roku 1917.

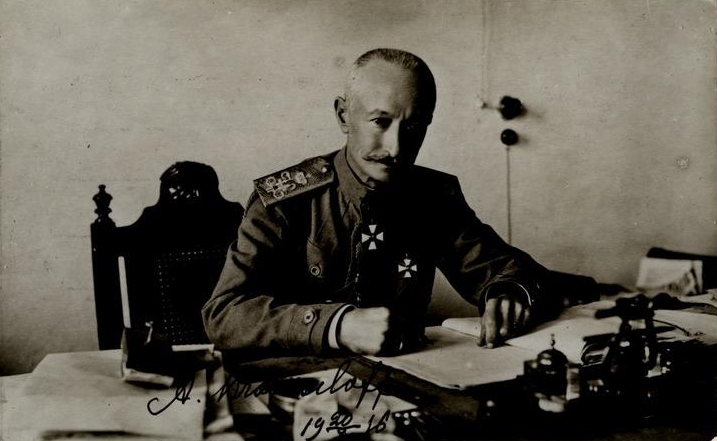
Generál Alexej Alexejevič Brusilov v roce 1916

V červnu 1916 zahájili Rusové podle očekávání ofenzívu, vedenou generálem Brusilovem (tzv. Brusilovova ofenzíva). Díky této velice úspěšné ofenzívě Rusko dobylo Bukovinu a část Haliče. V témže roce do války přistoupilo Rumunsko, které se připojilo k bojům proti Německu a Rakousku-Uhersku. O rok později, už po únorové revoluci, proběhla ruská Kerenského ofenzíva, která však byla odražena. Ruská armáda musela ustoupit, při čemž ztratila i velkou část území dobytého při Brusilovově ofenzívě roku 1916.

### 1917–1918

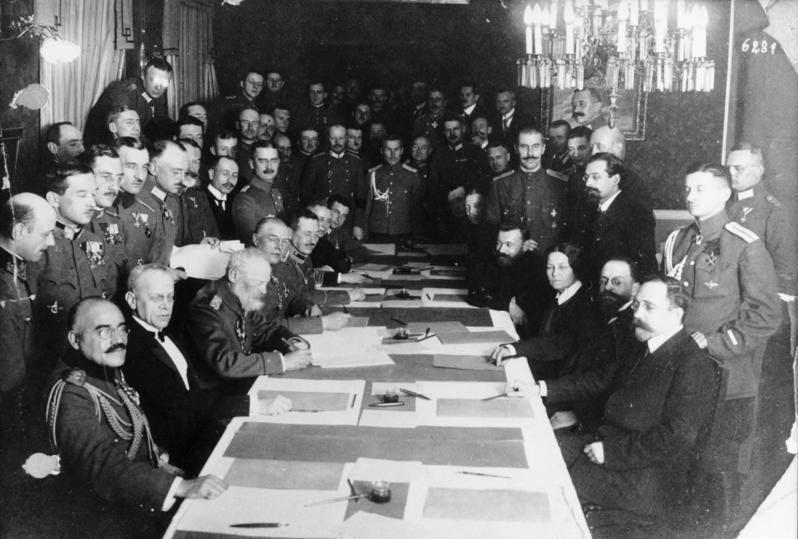
Zástupci Centrálních mocností a bolševiků při podpisu smlouvy o příměří 15. prosince 1917 v Brest-Litovsku

Boje na východní frontě ustaly až v roce 1917, z důvodu revolucí, které se začaly projevovat v Rusku; bolševická revoluce v čele s Leninem (komunismus, bolševici slibují ukončení války) a hnutí za abdikaci cara Mikuláše II. Dne 7. listopadu 1917 proběhla v Rusku Říjnová revoluce, která odstranila vládu vzešlou z únorové revoluce. 26. listopadu zahájili představitelé bolševiků jednání o míru s Německem. Podmínky ústředních mocností však byly velmi tvrdé, a tak zprvu nebyla dohoda uzavřena. V únoru 1918 zahájily Centrální mocnosti během Operace Faustschlag nový všeobecný útok proti Rusku. 3. března, po ztrátě Pobaltí, Běloruska, Ukrajiny a části Finska, podepsalo Rusko Brestlitevský mír a přestalo válčit. To umožnilo Německu přesunout vojsko na Západní frontu. Osamocené Rumunsko v roce 1918 kapitulovalo a v květnu přistoupilo na mírové podmínky Centrálních mocností.

## Mapy

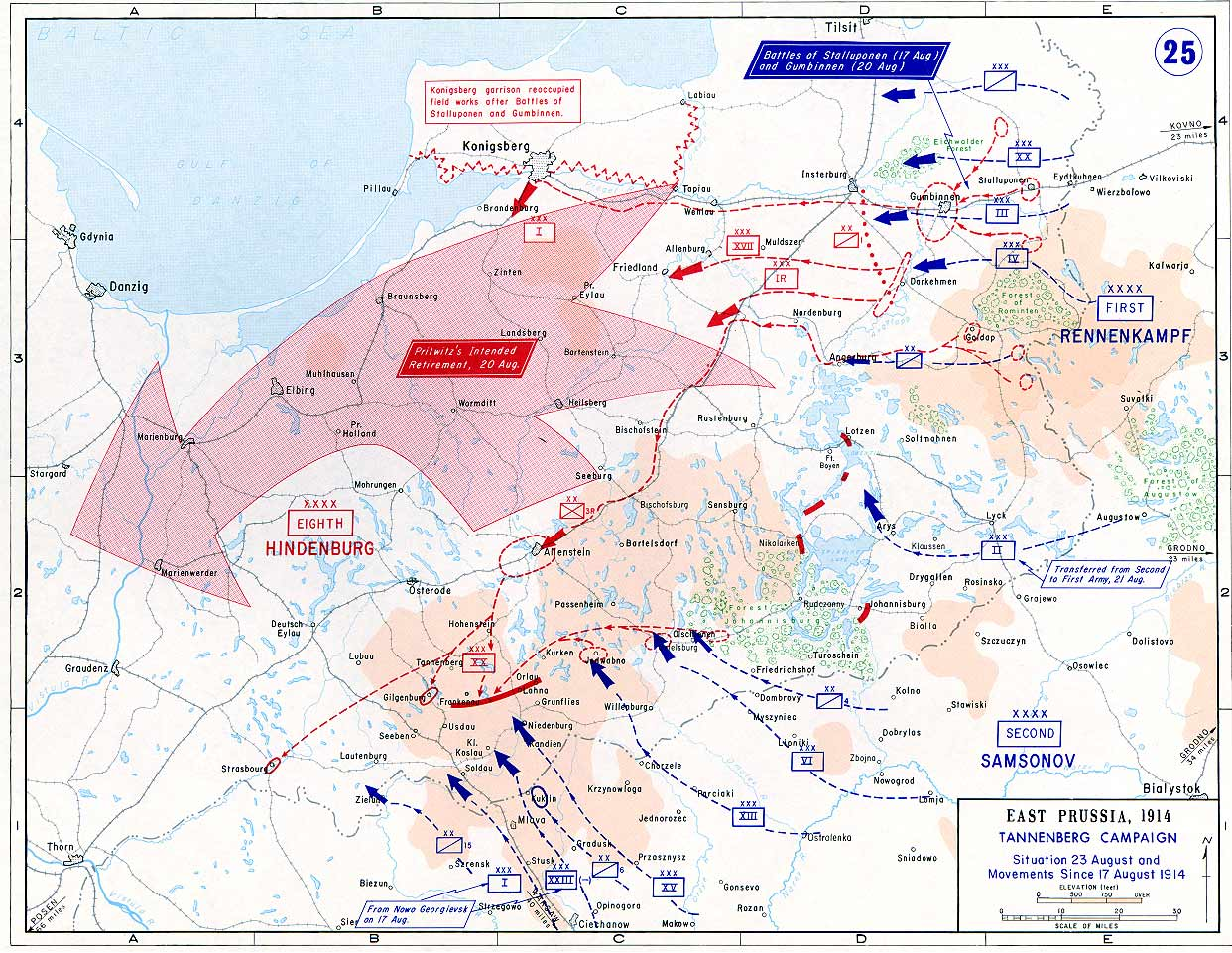
Východní Prusko, 17-23 srpen 1914
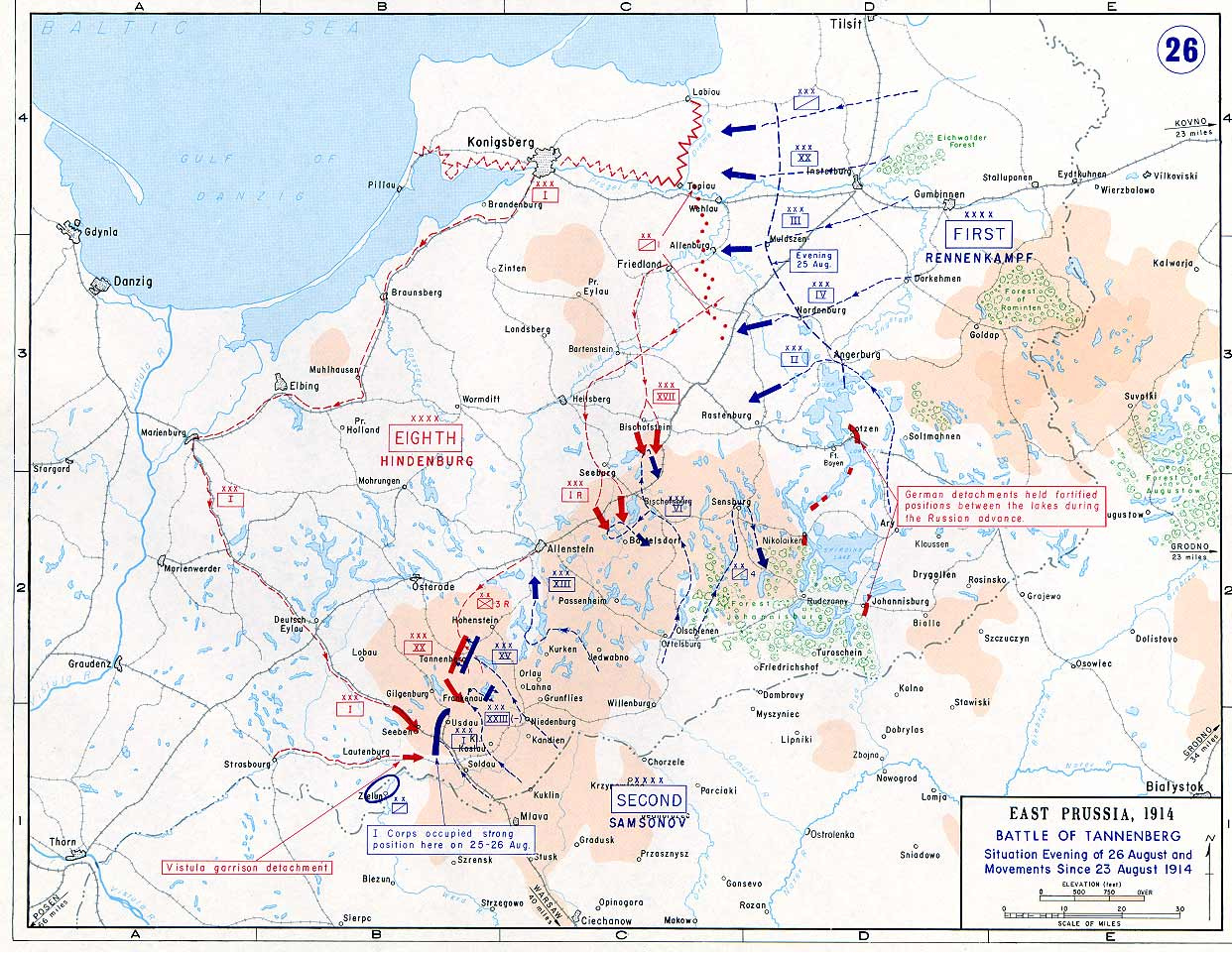
Východní Prusko, 23-26 srpen 1914
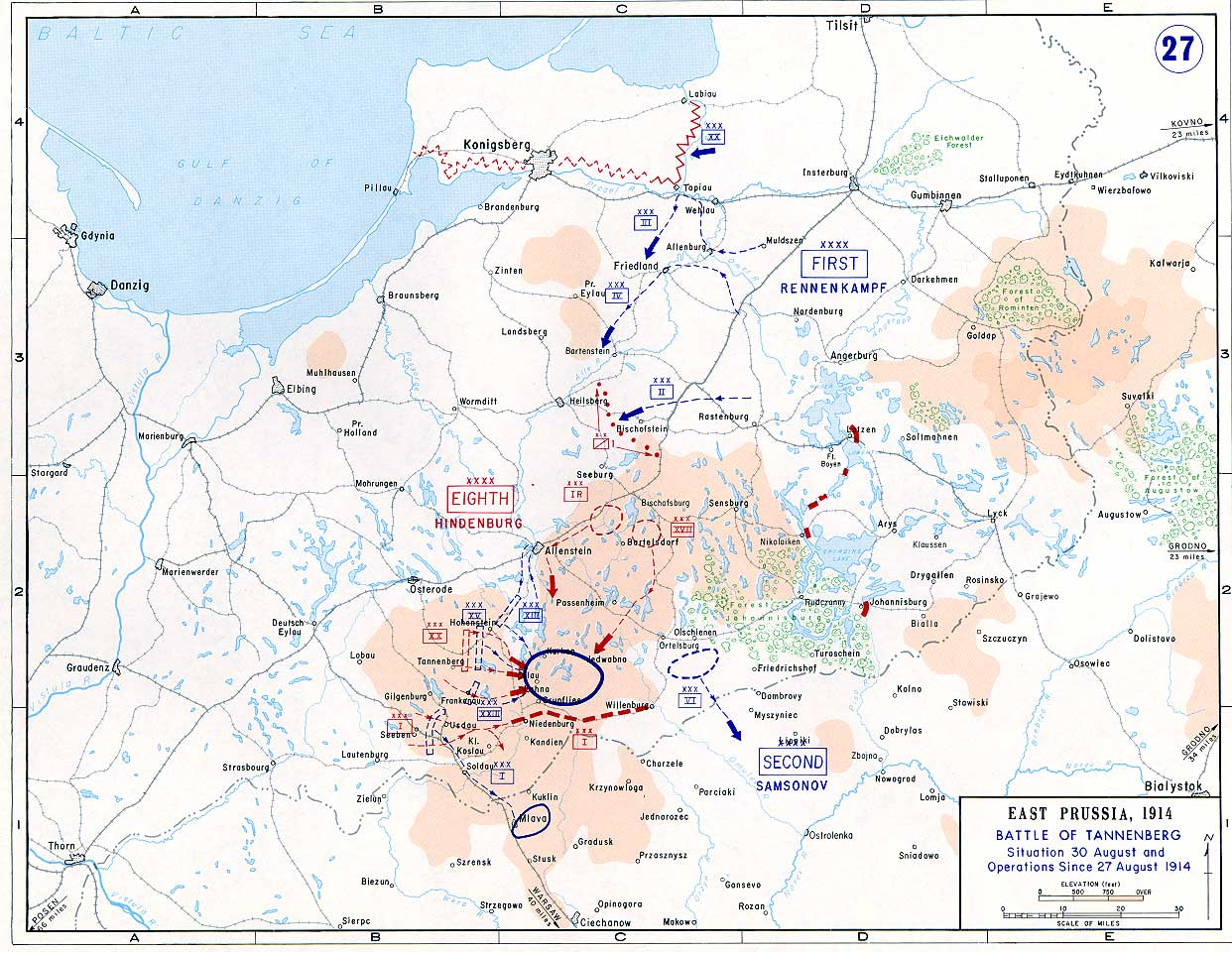
Východní Prusko, 27-30 srpen 1914
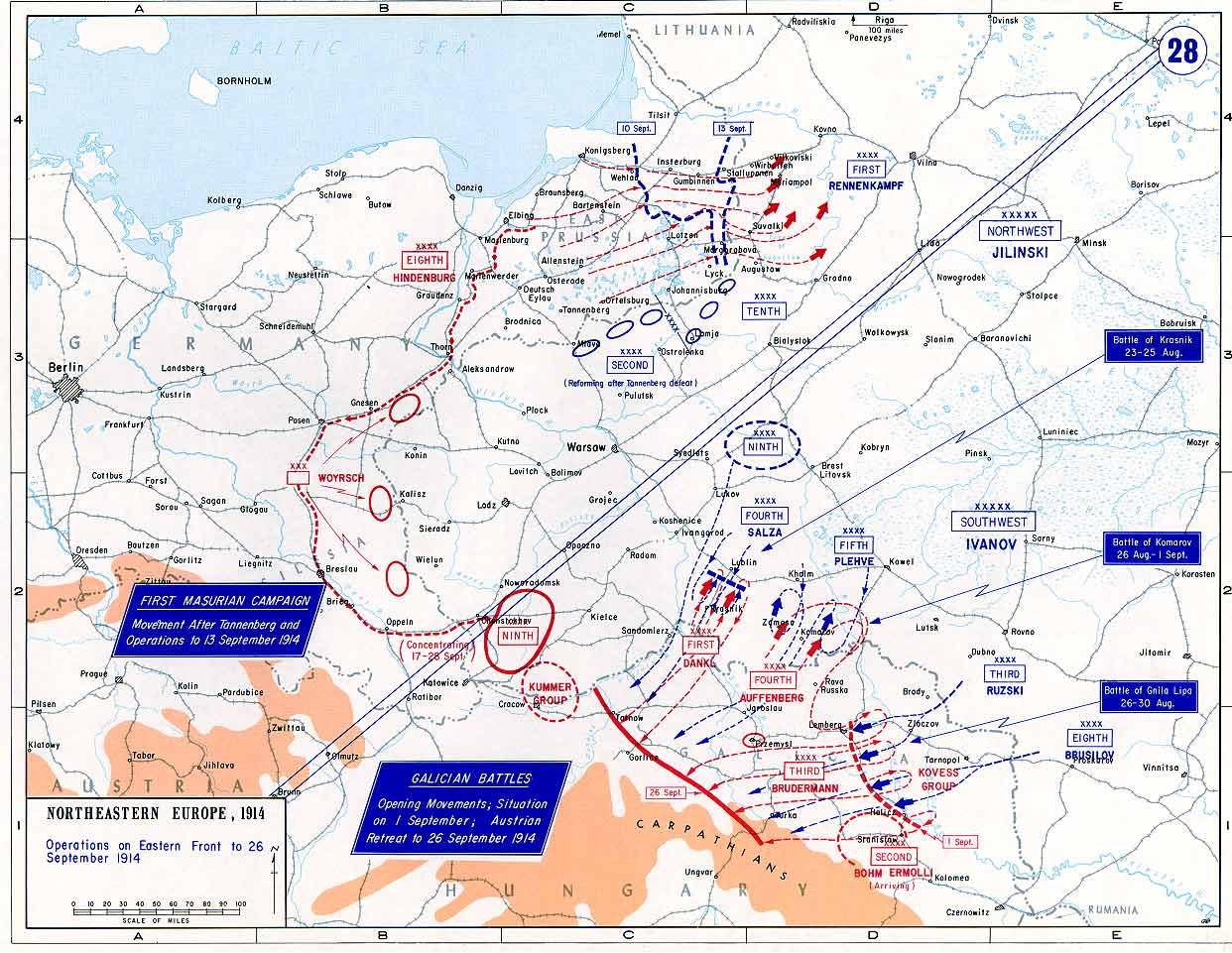
Východní fronta, září 1914
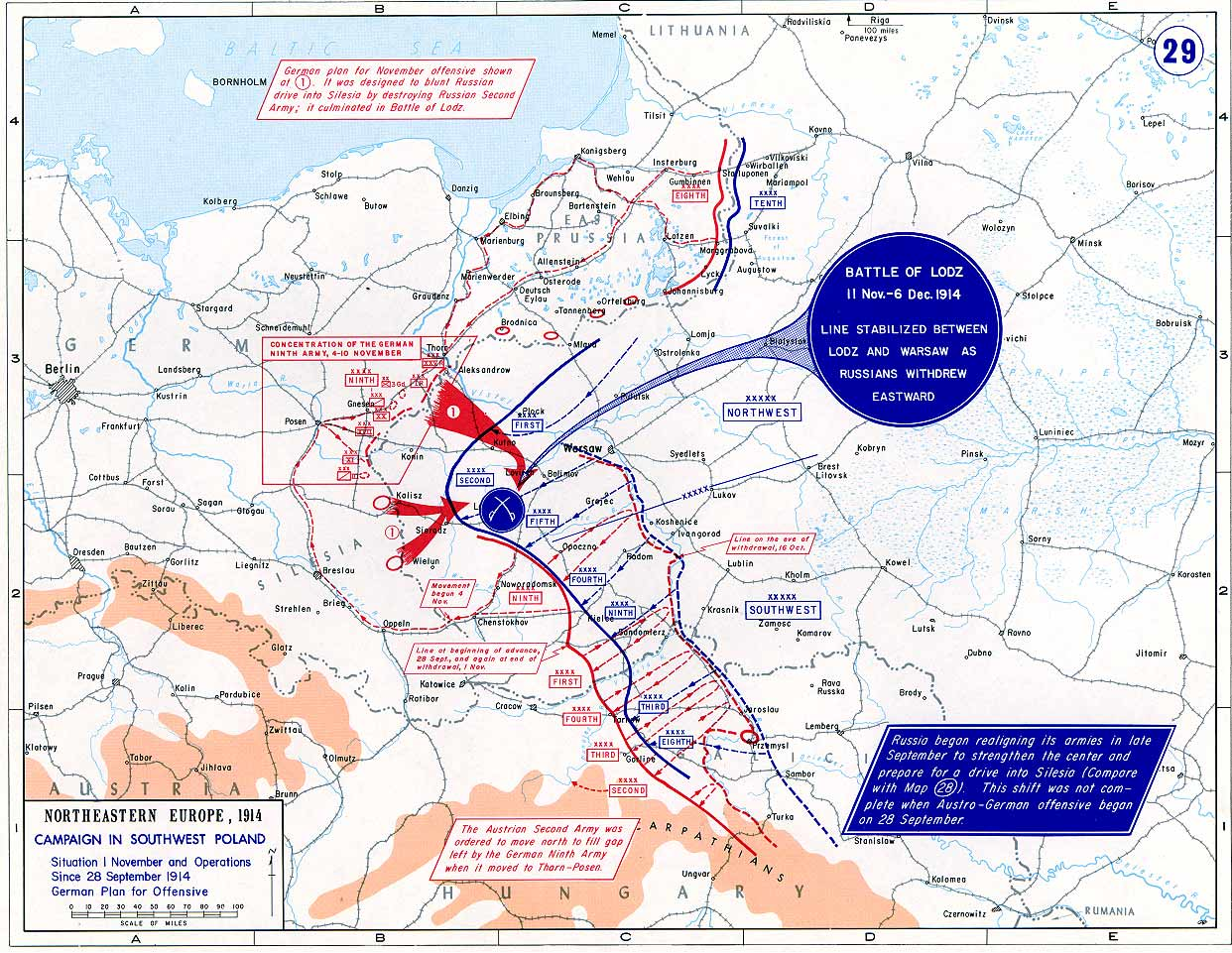
Východní fronta, konec září-listopad 1914
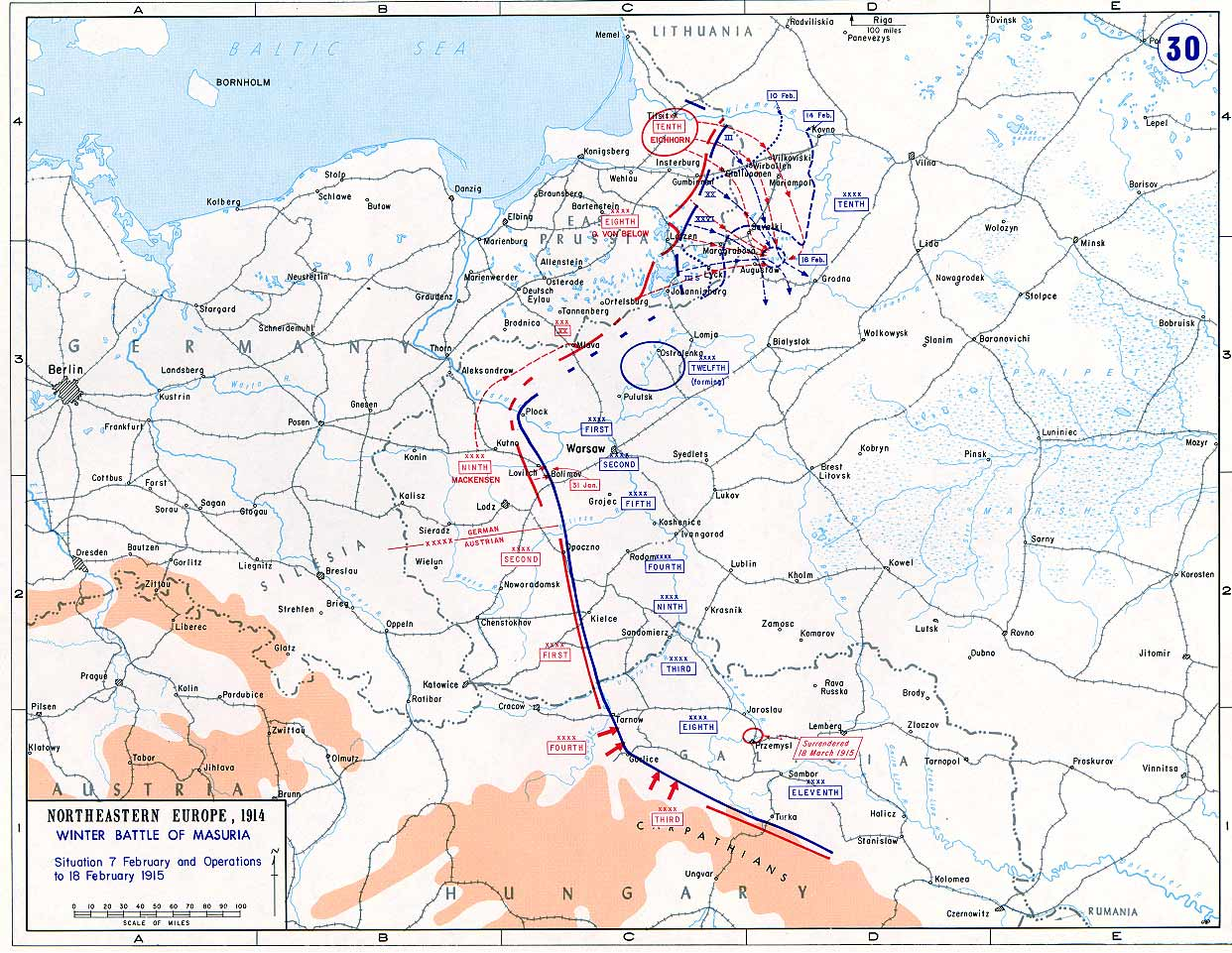
Východní fronta, únor 1915
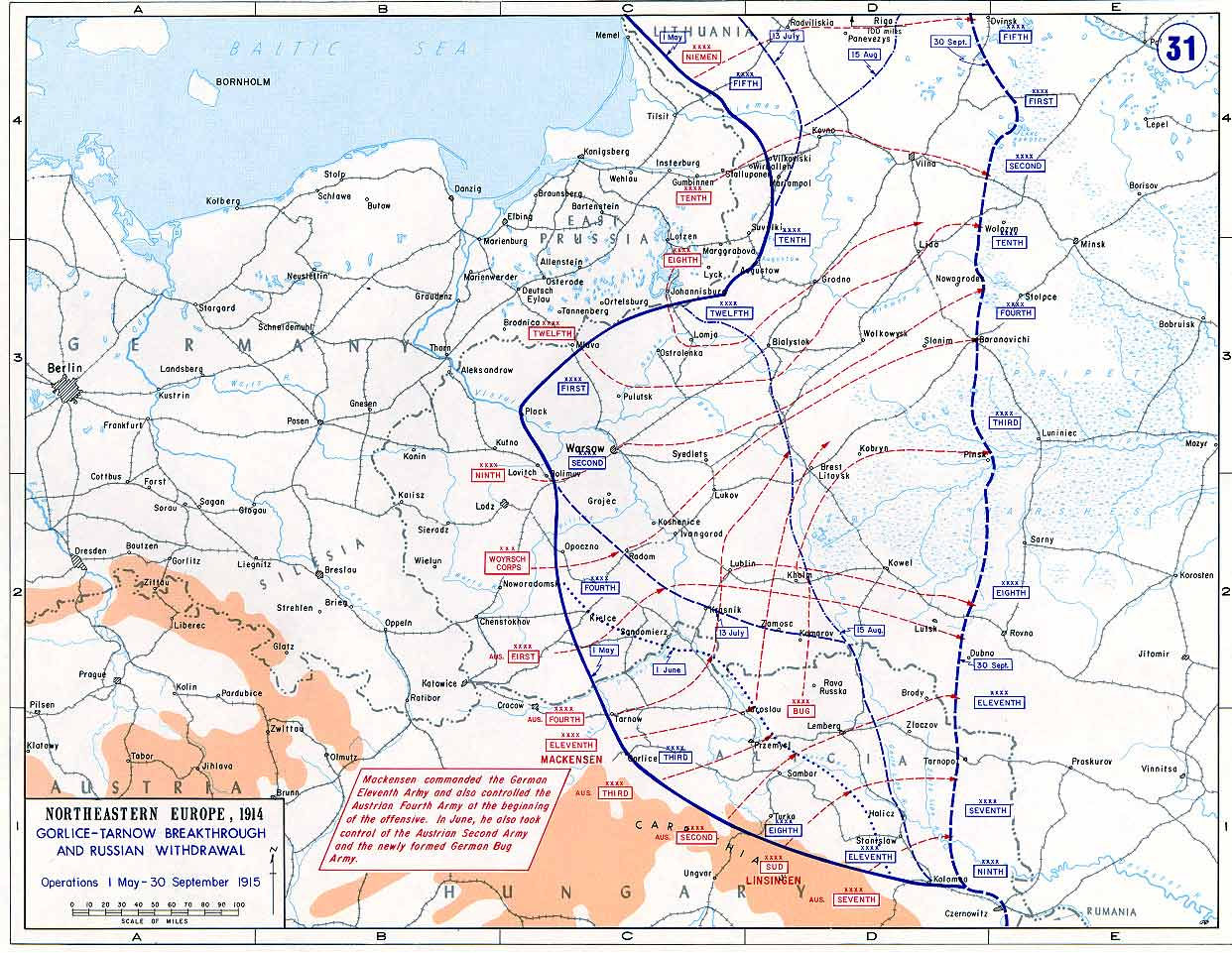
Východní fronta, květen - konec září 1915
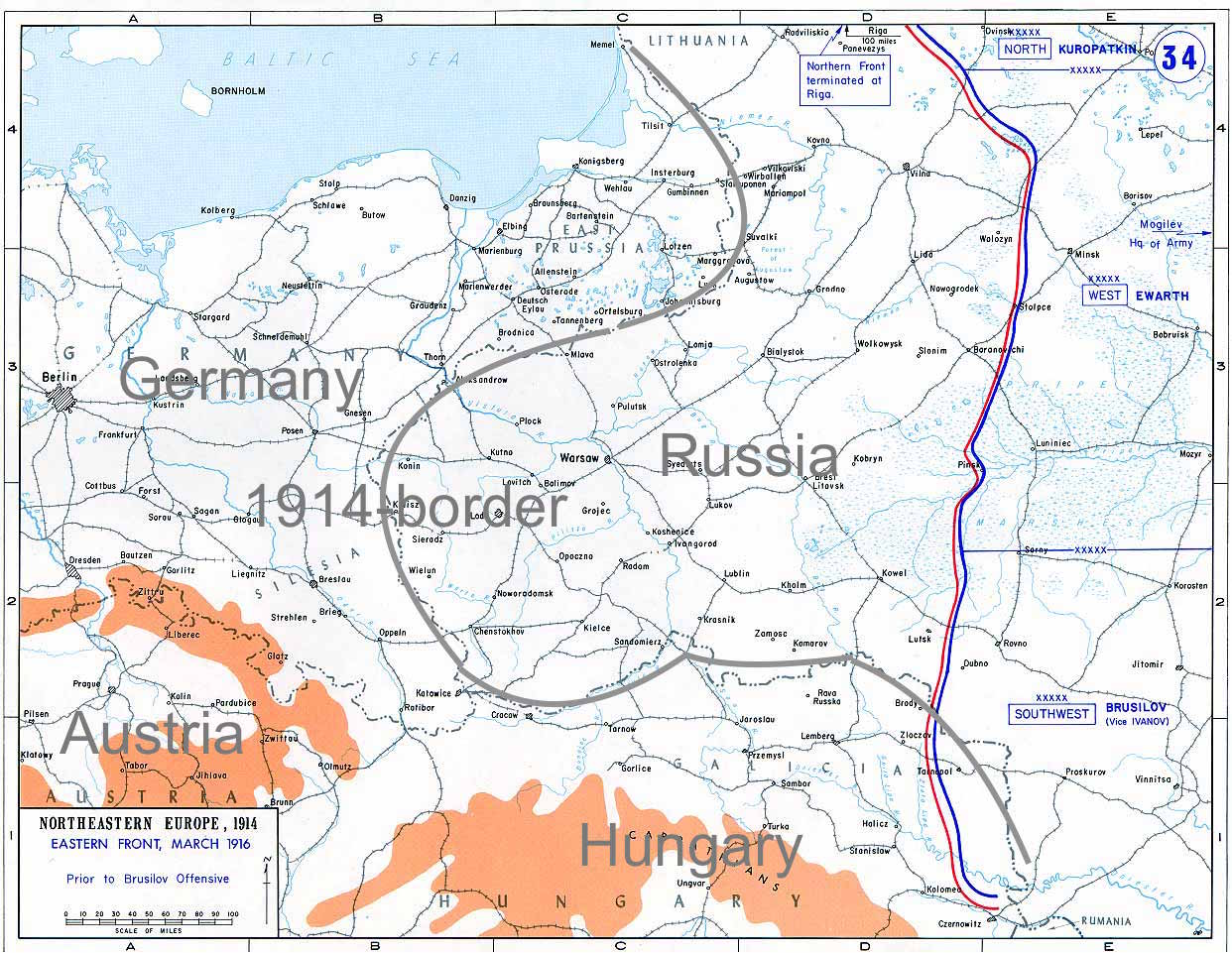
Východní fronta, březen 1916
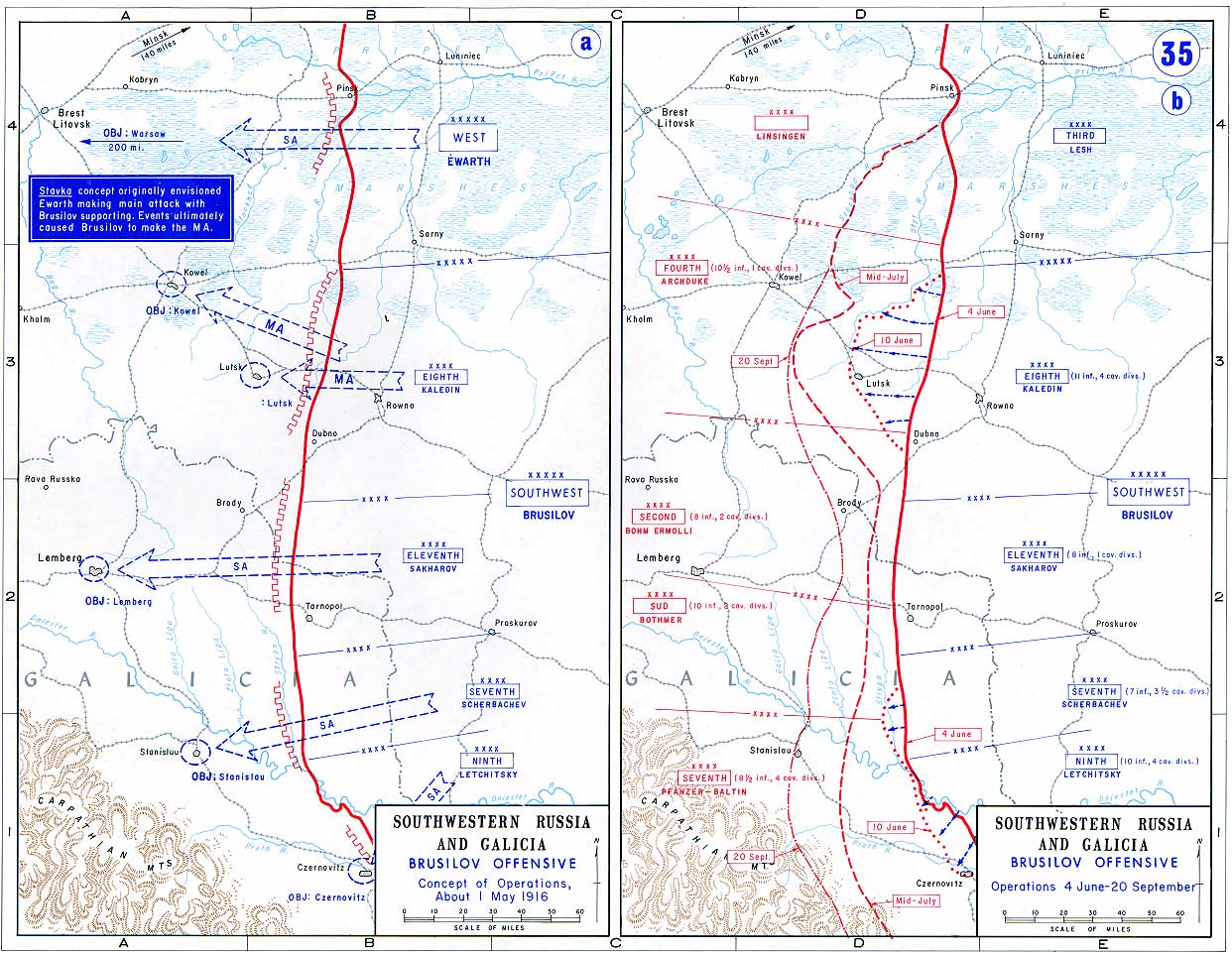
Východní fronta, květen-září 1916
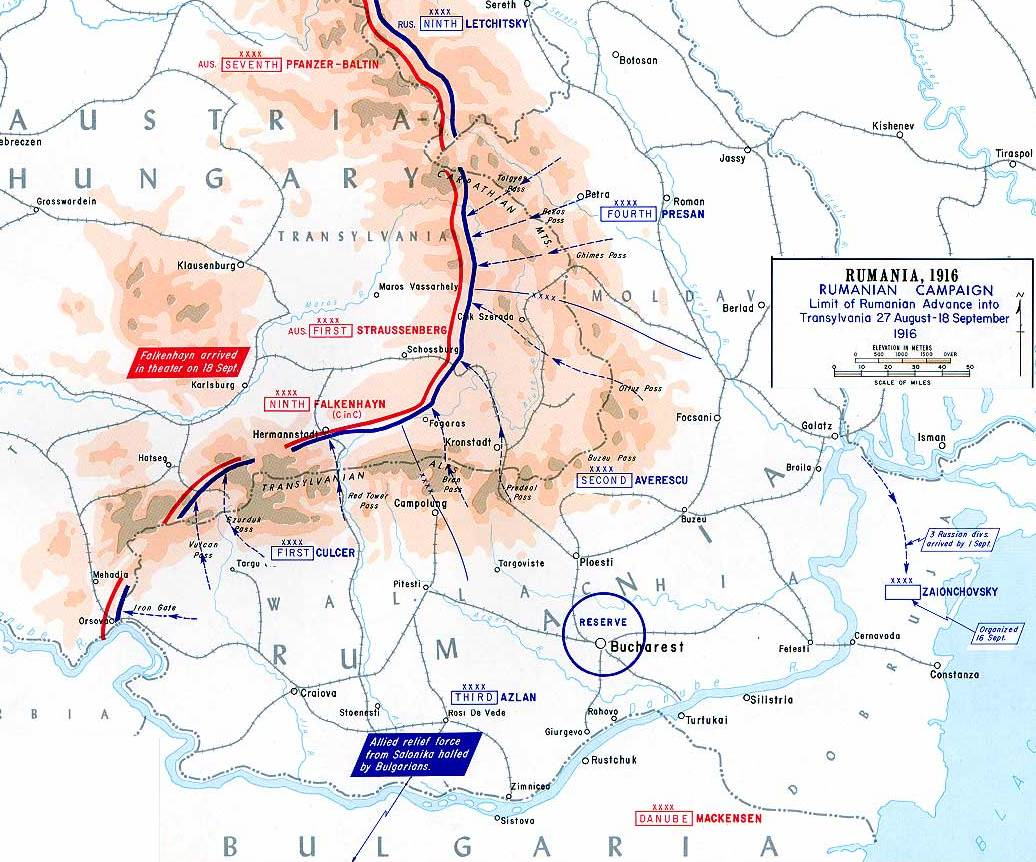
Rumunsko, srpen-září 1916
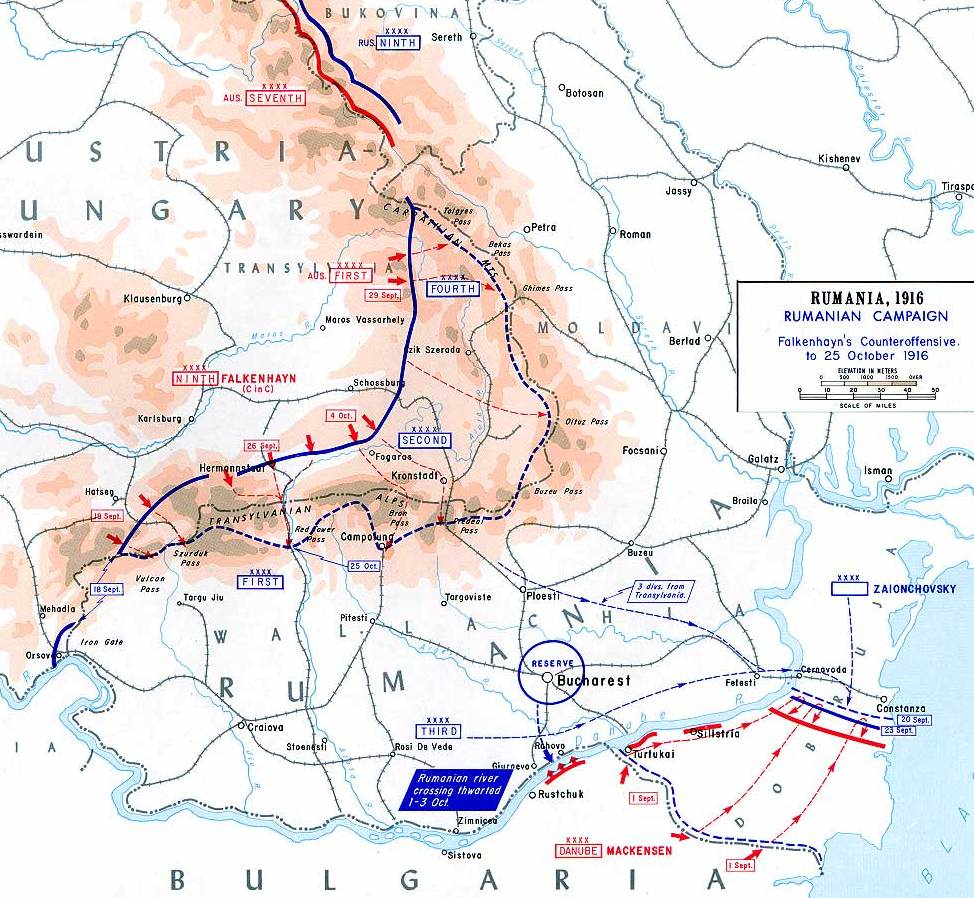
Rumunsko, říjen 1916
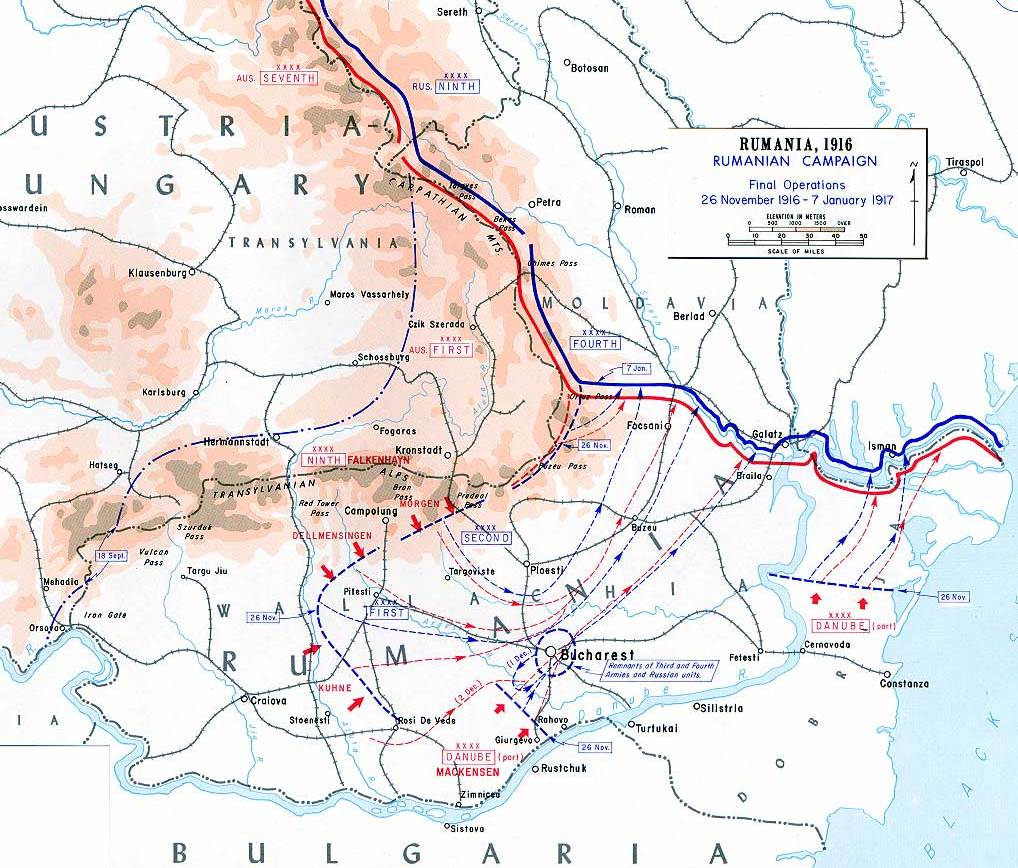
Rumunsko, listopad 1916 - leden 1917
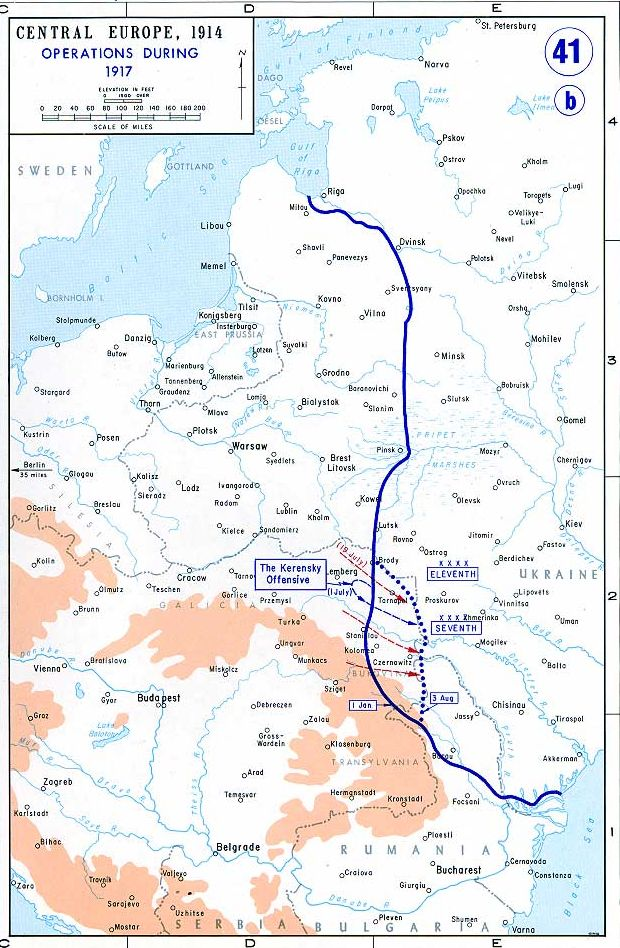
Východní fronta, červenec 1917
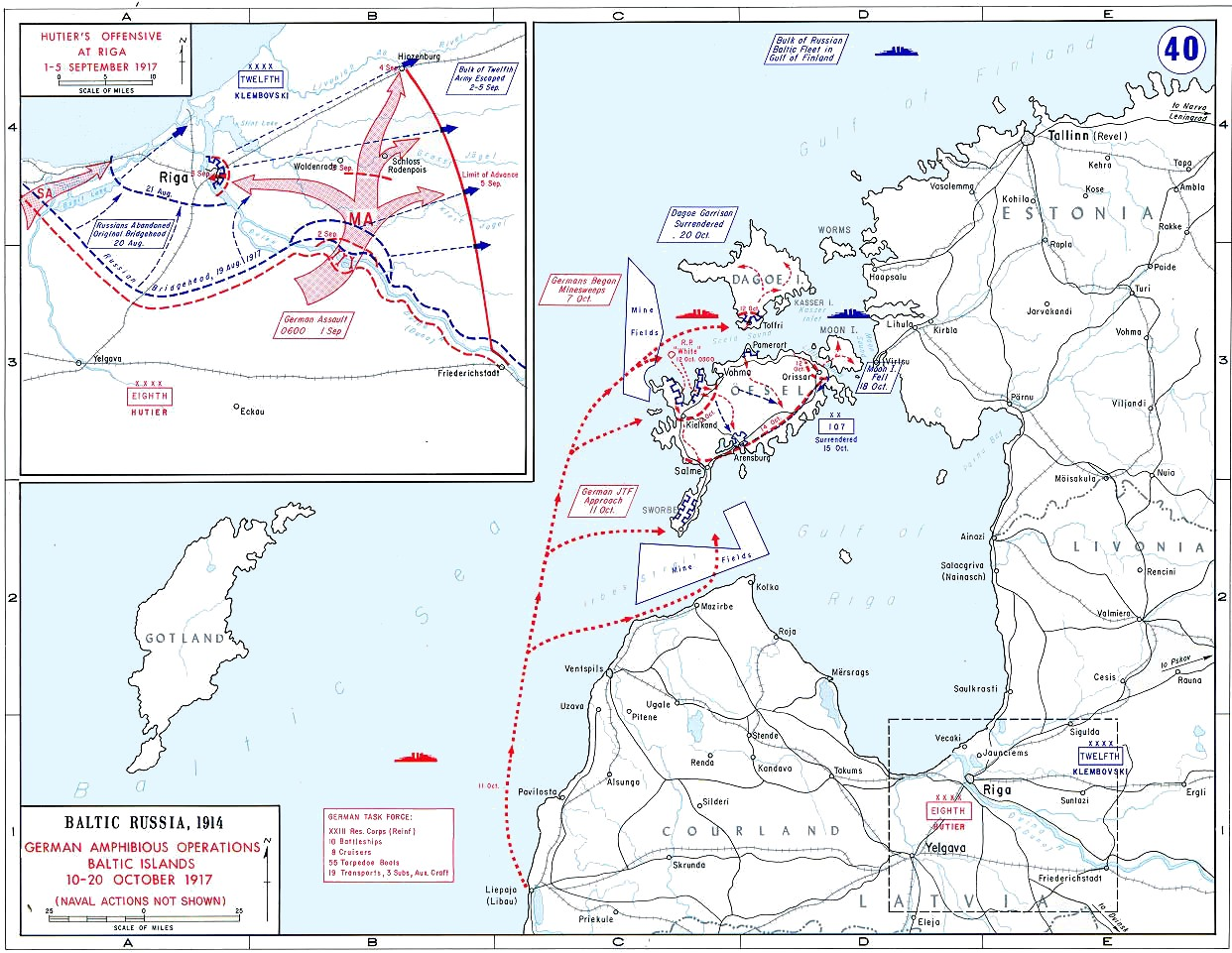
pobřeží Baltu, říjen 1917
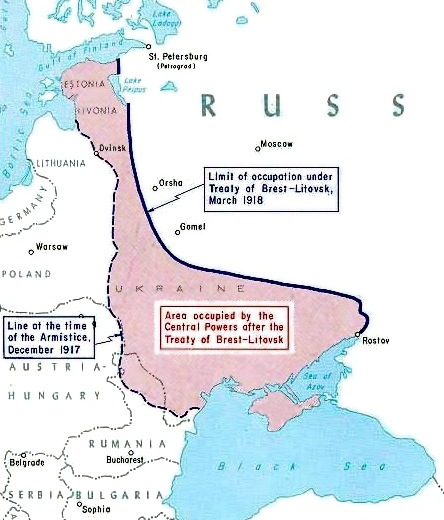
Východní fronta, prosinec 1917 - březen 1918